# Santa Cruz Recreativo Esporte Clube
|  | Aquest article tracta sobre el club de futbol de Paraíba. Si cerqueu el club de Pernambuco, vegeu «Santa Cruz Futebol Clube». |

El Santa Cruz Recreativo Esporte Clube és un club de futbol brasiler de la ciutat de Santa Rita a l'estat de Paraíba.

## Història
El club va ser fundat el 15 d'abril de 1939. Participà en el Campeonato Brasileiro Série C el 1994 i el 1995 però va ser eliminat ambdós cops a la segona fase. Guanyà el Campionat paraibano els anys 1995 i 1996.

## Estadi
L'estadi del Santa Cruz Recreativo Esporte Clube és l'Estadi Virgínio Veloso Borges, anomenat Teixeirão. Té una capacitat per a 5.000 espectadors.

## Palmarès
- Campionat paraibano:
  - 1995, 1996

## Jugadors destacats
Futbolistes que han estat internacionals amb els seus països:
- Mazinho